# Gennaro Valeri
Gennaro Valeri (Crognaleto, 27 luglio 1932 – 12 agosto 2005) è stato un politico italiano.

## Biografia
Docente di economia politica e scienze delle finanze all'Istituto tecnico commerciale "Vincenzo Comi" di Teramo, fu un esponente della Democrazia Cristiana e iniziò la sua attività di amministratore nel consiglio comunale della città dai primi anni settanta; dall'aprile 1979 al giugno 1985 è stato sindaco di Teramo. Tra le sue iniziative più significative, si ricordano gli sforzi verso un potenziamento del polo universitario locale che porteranno poi alla nascita dell'Università degli Studi di Teramo.
Eletto consigliere al Consiglio regionale dell'Abruzzo due volte nel 1985 e nel 1990, fu anche assessore al bilancio (1992-1993) e vicepresidente del consiglio (1994-1995).
Muore il 12 agosto 2005, due settimane dopo aver compiuto 73 anni.